# Kajman očalar
Kajman očalar (znanstveno ime Caiman crocodilus), znan tudi kot beli kajman, navadni kajman in pegasti kajman, je Crocodilia iz družine Alligatoridae (aligatorji. Je rjavkasto, zelenkasto ali rumenkasto sivo obarvan in ima med očmi očalom podoben greben, od koder izvira njegovo domače ime. Zraste do dolžine 1,4–2,5 m in teže 7–40 kg, pri čemer so samci daljši in težji od samic. Njegova prehrana se spreminja glede na sezono in je običajno sestavljena iz rakov, rib, malih sesalcev, dvoživk in polžev. Gnezdi od maja do avgusta, julija in avgusta pa samice odložijo 14–40 jajc. Ta krokodil je zelo razširjen in številčen; izvira iz večjega dela Latinske Amerike in je bil uveden tudi v Združene države Amerike, na Kubo in Portoriko.

## Taksonomija
Kajmana očalarja je leta 1758 opisal Carl Linnaeus, prvotno kot Lacerta crocodilus. Od takrat je bil večkrat na novo opisan. Leta 1801 ga je opisal tudi Schneider kot Caiman sclerops. Čeprav je Caiman crocodilus zdaj znanstveno ime vrste, nekateri znanstveniki še vedno raje uporabljajo sclerops, saj lahko crocodilus kot znanstveno ime za kajmana povzroči zmedo.

## Razvrstitev
Kajman očalar je ena od treh obstoječih (živečih) vrst iz rodu kajmanov; drugi dve sta kajman jacare (Caiman yacare) in kajman s širokim rilcem (Caiman latirostris). Obstaja tudi več izumrlih fosilnih vrst v rodu Caiman, morda do osem vrst. Kajman očalar je član poddružine kajmanov Caimaninae in je ena od šestih živih vrst kajmanov. Najbližje je povezan s kajmanom jacare, kot je prikazano v spodnjem kladogramu, ki temelji na filogenetskih študijah na osnovi molekularne DNK:
|  | Paleosuchus palpebrosus Rjavi gladkočeli kajman       |
|  |                                                       |
|  | Paleosuchus trigonatus Schneiderjev gladkočeli kajman |
|  |                                                       |

|  | \| \| Caiman crocodilus Kajman očalar \| \| \| \| \| \| Caiman yacare Kajman jacare \| \| \| \| |
|  |                                                                                                 |
|  | Caiman latirostris Kajman s širokim gobcem                                                      |
|  |                                                                                                 |
|  | Caiman crocodilus Kajman očalar                                                                 |
|  |                                                                                                 |
|  | Caiman yacare Kajman jacare                                                                     |
|  |                                                                                                 |

|  | Caiman crocodilus Kajman očalar |
|  |                                 |
|  | Caiman yacare Kajman jacare     |
|  |                                 |

|  | \| \| Caiman crocodilus Kajman očalar \| \| \| \| \| \| Caiman yacare Kajman jacare \| \| \| \| |
|  |                                                                                                 |
|  | Caiman latirostris Kajman s širokim gobcem                                                      |
|  |                                                                                                 |
|  | Caiman crocodilus Kajman očalar                                                                 |
|  |                                                                                                 |
|  | Caiman yacare Kajman jacare                                                                     |
|  |                                                                                                 |

|  | Caiman crocodilus Kajman očalar |
|  |                                 |
|  | Caiman yacare Kajman jacare     |
|  |                                 |

|  | Paleosuchus palpebrosus Rjavi gladkočeli kajman       |
|  |                                                       |
|  | Paleosuchus trigonatus Schneiderjev gladkočeli kajman |
|  |                                                       |

|  | \| \| Caiman crocodilus Kajman očalar \| \| \| \| \| \| Caiman yacare Kajman jacare \| \| \| \| |
|  |                                                                                                 |
|  | Caiman latirostris Kajman s širokim gobcem                                                      |
|  |                                                                                                 |
|  | Caiman crocodilus Kajman očalar                                                                 |
|  |                                                                                                 |
|  | Caiman yacare Kajman jacare                                                                     |
|  |                                                                                                 |

|  | Caiman crocodilus Kajman očalar |
|  |                                 |
|  | Caiman yacare Kajman jacare     |
|  |                                 |

|  | \| \| Caiman crocodilus Kajman očalar \| \| \| \| \| \| Caiman yacare Kajman jacare \| \| \| \| |
|  |                                                                                                 |
|  | Caiman latirostris Kajman s širokim gobcem                                                      |
|  |                                                                                                 |
|  | Caiman crocodilus Kajman očalar                                                                 |
|  |                                                                                                 |
|  | Caiman yacare Kajman jacare                                                                     |
|  |                                                                                                 |

|  | Caiman crocodilus Kajman očalar |
|  |                                 |
|  | Caiman yacare Kajman jacare     |
|  |                                 |

|  | Alligator sinensis kitajski aligator           |
|  |                                                |
|  | Alligator mississippiensis Misisipski aligator |
|  |                                                |

|  | Paleosuchus palpebrosus Rjavi gladkočeli kajman       |
|  |                                                       |
|  | Paleosuchus trigonatus Schneiderjev gladkočeli kajman |
|  |                                                       |

|  | \| \| Caiman crocodilus Kajman očalar \| \| \| \| \| \| Caiman yacare Kajman jacare \| \| \| \| |
|  |                                                                                                 |
|  | Caiman latirostris Kajman s širokim gobcem                                                      |
|  |                                                                                                 |
|  | Caiman crocodilus Kajman očalar                                                                 |
|  |                                                                                                 |
|  | Caiman yacare Kajman jacare                                                                     |
|  |                                                                                                 |

|  | Caiman crocodilus Kajman očalar |
|  |                                 |
|  | Caiman yacare Kajman jacare     |
|  |                                 |

|  | \| \| Caiman crocodilus Kajman očalar \| \| \| \| \| \| Caiman yacare Kajman jacare \| \| \| \| |
|  |                                                                                                 |
|  | Caiman latirostris Kajman s širokim gobcem                                                      |
|  |                                                                                                 |
|  | Caiman crocodilus Kajman očalar                                                                 |
|  |                                                                                                 |
|  | Caiman yacare Kajman jacare                                                                     |
|  |                                                                                                 |

|  | Caiman crocodilus Kajman očalar |
|  |                                 |
|  | Caiman yacare Kajman jacare     |
|  |                                 |

|  | Paleosuchus palpebrosus Rjavi gladkočeli kajman       |
|  |                                                       |
|  | Paleosuchus trigonatus Schneiderjev gladkočeli kajman |
|  |                                                       |

|  | \| \| Caiman crocodilus Kajman očalar \| \| \| \| \| \| Caiman yacare Kajman jacare \| \| \| \| |
|  |                                                                                                 |
|  | Caiman latirostris Kajman s širokim gobcem                                                      |
|  |                                                                                                 |
|  | Caiman crocodilus Kajman očalar                                                                 |
|  |                                                                                                 |
|  | Caiman yacare Kajman jacare                                                                     |
|  |                                                                                                 |

|  | Caiman crocodilus Kajman očalar |
|  |                                 |
|  | Caiman yacare Kajman jacare     |
|  |                                 |

|  | \| \| Caiman crocodilus Kajman očalar \| \| \| \| \| \| Caiman yacare Kajman jacare \| \| \| \| |
|  |                                                                                                 |
|  | Caiman latirostris Kajman s širokim gobcem                                                      |
|  |                                                                                                 |
|  | Caiman crocodilus Kajman očalar                                                                 |
|  |                                                                                                 |
|  | Caiman yacare Kajman jacare                                                                     |
|  |                                                                                                 |

|  | Caiman crocodilus Kajman očalar |
|  |                                 |
|  | Caiman yacare Kajman jacare     |
|  |                                 |

|  | Alligator sinensis kitajski aligator           |
|  |                                                |
|  | Alligator mississippiensis Misisipski aligator |
|  |                                                |

### Podvrsta
Kajman očalar ima štiri priznane podvrste:
- C. c. apaporiensis (Medem, 1955), splošno znan kot kajman Rio Apaporis, je nekoč veljal za izumrlega, a so ga ponovno odkrili; je endemit Kolumbije in morda venezuelskega Llanosa.
- C. c. chiapasius (Bocourt, 1876); razširjen v Mehiki, Srednji Ameriki in severni Južni Ameriki.
- C. c. crocodilus (Linnaeus, 1758), imenovana podvrsta, splošno znana kot kajman očalar; najdemo ga v različnih delih Južne Amerike, kot so Venezuela, Trinidad, Tobago, Brazilija itd.
- C. c. fuscus (Cope, 1868), splošno znan kot rjavi kajman; živi od Nikaragve do Kolumbije, Ekvadorja in Venezuele.

Kajman Jacare (Caiman yacare), čeprav je prej veljal za podvrsto C. crocodilus, se zdaj običajno obravnava kot ločena vrsta.
Verjeli so, da je kajman Rio Apaporis izumrl leta 1981, ko je v živalskem vrtu poginil zadnji znani primerek. Vendar je bil primerek leta 2018 ujet med ekspedicijo kolumbijskega naravovarstvenega biologa Sergia Balaguera-Reine. Kasneje je podvrsto znova odkril biolog za divje živali Forrest Galante, ko je snemal televizijsko oddajo Extinct or Alive leta 2019 in jo identificiral z vzorčenjem DNK. Galante je zagovarjal, da se kajman Rio Apaporis obravnava kot posebna vrsta, medtem ko Balaguera-Reina ohranja njegov uradni status podvrste.

## Značilnosti
Kajman očalar je majhen do srednje velik krokodil. Samice na splošno ne zrastejo več kot 1,08 do 1,4 m (manjša velikost, značilna ob nastopu spolne zrelosti), redko pa lahko zrastejo do skoraj 2 m. Odrasli samci lahko redno dosežejo 1,5 do 1,8 m, medtem ko veliki zreli zrastejo na 2,0 do 2,5 m, čeprav jih razmeroma malo doseže večjo velikost. Največja znana velikost osebka je 2,64 m. Telesna masa večine odraslih je med 7 in 40 kg, pri čemer so samci običajno precej težji od samic. Poročali so, da nekateri samci v Llanosu dosežejo težo do 58 kg.
Zgornji del imajo večinoma rjavkasto, zelenkasto ali rumenkasto sivo obarvan s temno rjavimi prečnimi pasovi in svetlejšo spodnjo stranjo. Ima zelenkasto šarenico in nagubane veke. Barvo spreminjajo sezonsko – v hladnejšem vremenu se črni pigment v kožnih celicah razširi, zaradi česar je videti temnejši. Vrsta ima povečan 4. zob, zobje v spodnji čeljusti pa prodrejo v prostor v zgornji čeljusti. Ima dolg gobec, ki se zmerno zoži, z nerazširjeno konico. Več grebenov se začne pred njegovimi očmi in potuje do konice gobca. Njegovo domače ime izhaja iz kostnega grebena nad očmi, ki daje videz očal. Kajman očalar je najbolj razširjen krokodil v Novem svetu in je geografsko najbolj spremenljiva in zelo prilagodljiva vrsta.

## Biologija in vedenje
Kajman očalar se lahko hitro premika, ko je ogrožen, sicer je običajno negiben, počiva na obali ali delno v vodi. V deževnem obdobju samci postanejo agresivni in teritorialni. V očeh ima Müllerjeve glialne celice, ki prispevajo k odličnemu nočnemu vidu.

### Lov in prehrana
Po navadi lovi ponoči, prehrana pa se spreminja glede na sezono. V deževnem obdobju se prehranjuje predvsem s polži in sladkovodnimi raki, v sušnem obdobju pa z ribami. Manjši osebki pojedo več žuželk in sladkovodnih kozic, medtem ko večji pogosteje jedo sesalce in ribe. Na splošno so najpogostejše živali v prehrani te vrste raki, ribe, sesalci, polži in drugi mehkužci. Druge živali, za katere je znano, da so del njegove prehrane, so dvoživke, pajkovci, ptice, mnogonožci, plazilci (kuščarji, kače in želve) in majhni sesalci. Starejše živali so sposobne ujeti večji plen (npr. divje prašiče). Poročali so tudi o kanibalizmu. Znano je tudi, da jedo rastlinsko hrano; v študiji te vrste v Portoriku je imelo približno 55 % odraslih osebkov v prehrani rastline, predvsem travo in semena. Približno 8 % odraslih in 6 % mladostnikov v študiji je imelo v želodcu tudi gastrolite. Čeprav se je domnevalo, da ta vrsta nadzoruje populacije piranj, ni bilo ugotovljeno, da so piranje običajna sestavina prehrane, za razliko od kajmana jacare. Je vrsta, ki se lahko prilagaja različnemu plenu.

### Komunikacija
Kajman očalar uporablja devet različnih vokalizacij in 13 vizualnih prikazov za komunikacijo s posamezniki svoje vrste. Tako odrasli kot mladi ustvarjajo klice po skupinski povezanosti. Znano je, da samci komunicirajo tako, da rep premaknejo v določen položaj, na primer v navpični ali obokani položaj. Mladiči so glasni ko so v stiski, odrasle samice pa kličejo, da mlade opozorijo na grožnje.

## Razmnoževanje
Kajman očalar doseže spolno zrelost pri štirih do sedmih letih, pri dolžini 1,2 metra za samice in 1,4 metra za samce. Običajno dominantnejši posamezniki hitreje dozorijo. Ni stroge reproduktivne hierarhije, vendar študije kažejo, da so večji samci pri odnosih uspešnejši. Osebki si izberejo partnerje in se parijo od maja do avgusta, v deževni sezoni. Samice gradijo gnezda v obliki gomile gostega rastlinja na območjih, ki so blizu vode, vendar niso izpostavljena tveganju za poplave. Gnezda imajo premer več kot 1 meter in so lahko visoka 40 centimetrov, toda natančna velikost je odvisna od razpoložljivih virov. Jajca odlagajo julija in avgusta; vrsta zelo redko gnezdi pozimi, saj je temperatura za jajca prenizka. Število jajc je v povprečju 22, in se giblje od 14 do 40. Znano je, da večje samice odlagajo večja jajca v primerjavi z manjšimi samicami. Samice se med inkubacijsko dobo zadržujejo blizu svojih gnezd, saj je znano, da več vrst, kot so kuščarji iz rodu Tupinambis, uničujejo gnezda in plenijo jajca. Belonosi koati in lisice prav tako napadajo gnezda. Tudi poplave in zbiranje ljudi so lahko grožnja za gnezda. V študiji v osrednji Amazoniji, ki je ocenjevala reproduktivne podobnosti med C. crocodilus in Melanochus niger, je raziskava pokazala, da nediskriminatorno ločujeta svoja gnezda na večjih razdaljah kot druge vrste v tej družini, najverjetneje zato, da bi se izognili plenjenju.
Za razvoj jajc je pomembna temperatura, zato samice zgradijo svoja gnezda tako, da jih izolirajo pred ekstremnimi temperaturnimi spremembami. Ko vegetacija v gnezdih propada, to proizvajajo toploto, ki lahko ohranja jajca približno 5 °C toplejša, kot če bi bila izolirana samo z blatom. Toplota ne samo inkubira jajca, ampak tudi določa spol razvijajočih se kajmanov (določitev spola je odvisna od temperature). Ko je temperatura v gnezdu približno 32 °C ali višja, kajmani postanejo samice, sicer pa samci. Mladiči se izležejo po 90 dneh, pri čemer se uspešno izvali 20–25 odstotkov jajc. Mladiči so rumeni s črnimi pikami, obarvanost pa zbledi, ko odrastejo in so dolgi 20–23 centimetrov. Starši svoje mladiče vzgajajo v jaslih, pri čemer ena samica skrbi za svoje in za potomce več drugih. Za mladiče skrbijo 12–18 mesecev. Mladiče ogrožajo različni plenilci, kot so ujede (kot so jastrebi) in ptiči pobrežniki (kot so čaplje), zaradi česar večina pogine v prvem letu. Mladiče plenijo tudi velike ribe, velike kače (kot je anakonda) in drugi krokodili.

## Razširjenost in življenjski prostor
Kajman očalar je najbolj razširjen med vsemi kajmani in med vsemi krokodili Novega sveta. Najdemo ga v različnih državah po vseh Amerikah. Živi v Braziliji, Kolumbiji, Kostariki, Ekvadorju, Salvadorju, Francoski Gvajani, Gvatemali, Gvajani, Hondurasu, Mehiki, Nikaragvi, Panami, Peruju, Surinamu, Trinidad in Tobago ter Venezueli, morda pa obstaja tudi v Belizeju in Boliviji. Uveden je bil na Isla de la Juventud na Kubi, v Portoriko in Florido v Združenih državah; v slednjih je včasih napačno označen kot ameriški aligator (Alligator mississippiensis). Invazivne populacije so se uveljavile v Južni Floridi, z izoliranimi zapisi severneje v državi. Genetska študija kaže na dva ločena dogodka vnosa na Florido. Ne prenaša mrzlega podnebja, zato je malo verjetno, da bi se njegovo območje razširilo severneje od Floride. Običajno živi v gozdovih, celinskih sladkovodnih telesih (kot so mokrišča in reke), travnikih, grmiščih in savanah, vendar je zelo prilagodljiv. Najraje ima habitate z mirno vodo, ki vsebuje plavajočo vegetacijo, običajno sezonsko poplavlja in se suši. Najpogostejši je v nižinskih območjih, vendar so ga našli na nadmorski višini do 800 m. V Braziliji vrsta živi v rekah Amazonka, Araguaia, Araguari, Itapicuru, Rio Negro, Paranaíba, Solimões, Tapajós, Tocantins in Xingu. Lahko živi na območjih, kjer živi človek.
Odrasla populacija tega krokodila je ocenjena na milijone in je stabilna. V Venezueli najdemo približno štiri milijone kajmanov očalarjev in raziskave so pokazale, da se pričakuje, da se bo število povečalo. To je primer, kako dobro se je vrsta sposobna prilagoditi. Vendar se populacija v drugih državah, kot je Peru, ne počuti dobro. Populacijo na posameznem območju lahko najlažje določijo s štetjem osebkov v sušnem obdobju ponoči.

## Grožnje in ohranjanje
Koža kajmana očalarja je prekrita z osteodermami, zaradi česar prej ni bil glavna komercialna tarča za kožo. Vendar pa je zbiranje kož tega kajmana in drugih postalo zelo pogosto v 1950-ih zaradi upadanja staleža krokodilov. V 1970-ih in 1980-ih se je s to vrsto pogosto trgovalo, zaradi česar se je populacija na nekaterih območjih zmanjšala. Njegovo kožo so pogosto izvažali iz Južne Amerike in jo uporabljali predvsem za usnje; vsaj 6 milijonov kož je bilo izvoženih iz Kolumbije od leta 1996 do 2015. Vendar so prizadevanja za ohranitev od takrat povzročila znatno zmanjšanje števila izvoženih kož. V večini držav je lov na to vrsto zakonit. Venezuela dovoli lov vsako jesen, če skupno število ubitih v sezoni ne preseže 150.000. Zaradi prilagodljivosti in široke razširjenosti izguba habitata na vrsto ne vpliva bistveno globalno. Razmerno odporen je tudi na lov, saj se lovci običajno osredotočajo na velike samce. Vendar pa je v Kolumbiji močno ogrožen, predvsem podvrsta C. c. fuscus in včasih C. c. krokodil.
Kajman očalar ima koristi od prekomernega lova na konkurenčne vrste, ki zasedajo isto območje, saj mu to omogoča lažji dostop do virov. Osebki, ki so bili vneseni na Kubo, v Portoriko in Združene države, negativno vplivajo na tamkajšnje avtohtone živali. Verjamejo, da so bili glavni razlog za verjetno iztrebljanje kubanskega krokodila (Crocodylus rhombifer) z otoka Isla de la Juventud na Kubi. Vrsta ima podobno prehrano kot črni kajman (Melanosuchus niger) – obe vrsti jesta večinoma žuželke kot mladice in ribe kot odrasle. To povzroča medvrstno tekmovanje, zaradi česar si populacija črnega kajmana težje opomore. Kajman očalar živi v delih amazonskega pragozda, iz katerih je bil črni kajman iztrebljen.
Kajman očalar je na Rdečem seznamu IUCN uvrščen med vrste, ki vzbujajo najmanj zaskrbljenosti, zaradi velikega območja in svetovne populacije po dveh ocenah ogroženosti v letih 1986 in 1988. Podvrsta C. c. crocodilus je na Dodatku II CITES, C. c. apaporiensis Dodatek I in C. c. fuscus Dodatek II.